# Neoamerioppia paripilis
Neoamerioppia paripilis är en kvalsterart som först beskrevs av Hammer 1961.  Neoamerioppia paripilis ingår i släktet Neoamerioppia och familjen Oppiidae. Inga underarter finns listade i Catalogue of Life.